# 아트로포스

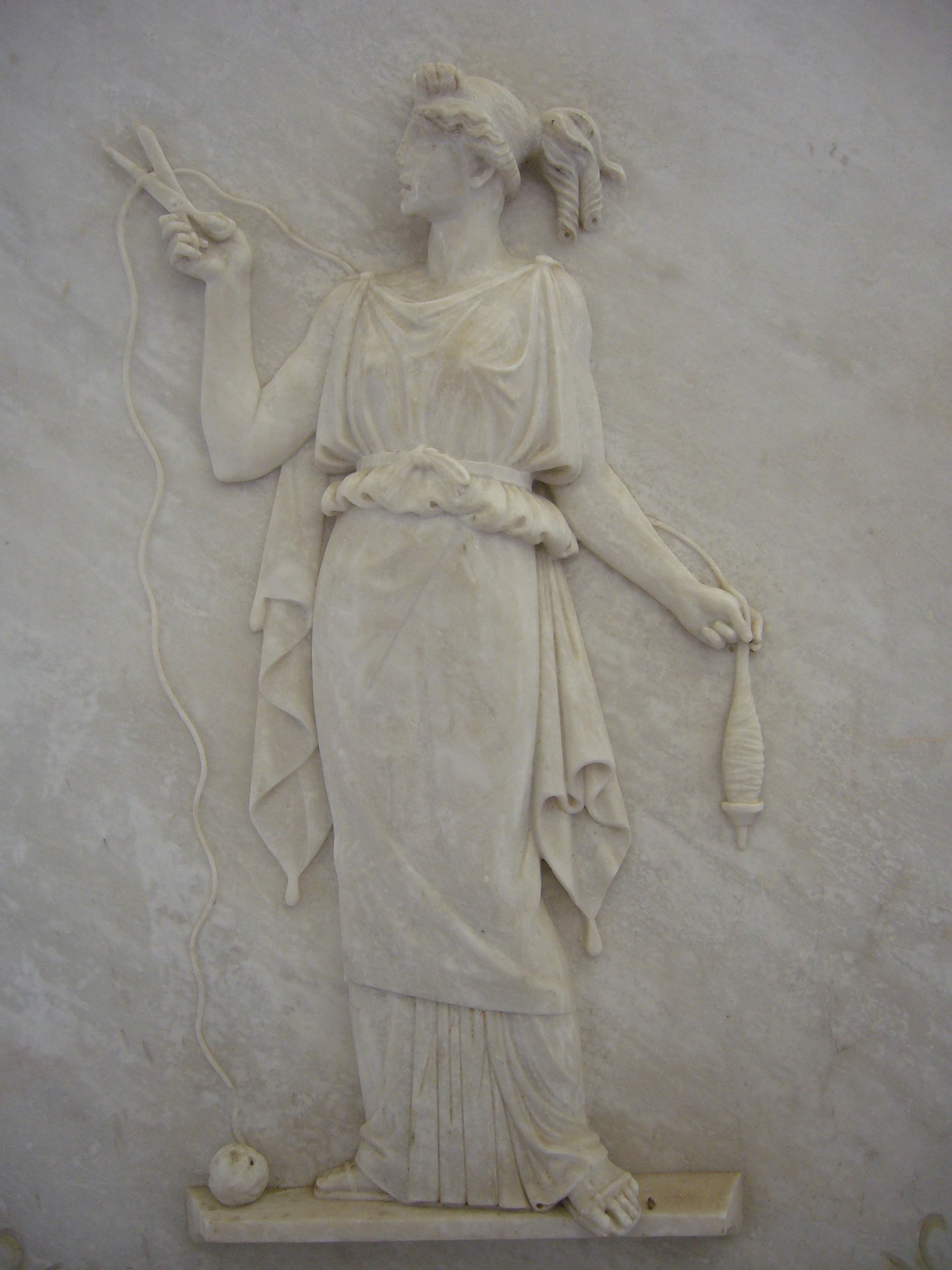

아트로포스(Ἄτροπος, Atropos) 또는 아이사(Aisa)는 그리스 신화에 등장하는 운명의 여신 모이라이 3자매 중 막내다. 미래를 맡아 인간의 수명을 관장하고, 운명의 실을 잘라 생명을 마감하는 역할을 한다. 그녀의 이름은 '거역할 수 없는 자', '불가피한 것'을 의미한다. 삼상신에서 '파괴자'에 해당한다.
로마 신화의 모르타(Morta)와 동일시 된다.

## 같이 보기
- 모이라이
- 호라이
- 273 아트로포스
- 삼상신